# 卡拉马尼
卡拉马尼（法語：Caramany，法語發音：[kaʁamani] ⓘ）是法国东比利牛斯省的一个市镇，位于该省中北部，属于佩皮尼昂区。

## 地理
卡拉马尼（42°44'7"N, 2°34'15"E）面积14 平方千米，位于法国奧克西塔尼大區东比利牛斯省，该省份为法国大陆部分最南部的省份，涵盖了北加泰罗尼亚，北起奥德省，西接阿列日省和安道尔，南与西班牙接壤，东临地中海。
与卡拉马尼接壤的市镇（或旧市镇、城区）包括：朗萨克、拉西盖尔、卡萨涅、贝莱斯塔、蒙塔尔巴堡、特雷维亚克、特里亚、昂西尼昂、圣阿尔纳克。
卡拉马尼的时区为UTC+01:00、UTC+02:00（夏令时）。

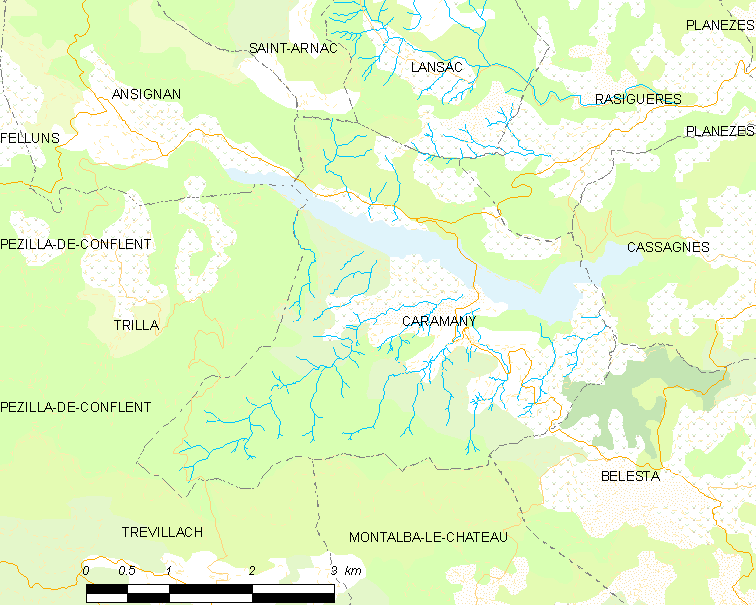
卡拉马尼的OSM定位图

## 行政
卡拉马尼的邮政编码为66720，INSEE市镇编码为66039。

## 政治
卡拉马尼所属的省级选区为阿格利河谷县。

## 人口

1962-2008年间卡拉马尼人口变化图示

卡拉马尼于2022年1月1日时的人口数量为130人。